# Юркино (Борисоглебский район)
Ю́ркино — деревня в Борисоглебском районе Ярославской области Российской Федерации. Расположено в 18 км к северу от посёлка Борисоглебского, на правом берегу реки Могза, недалеко от впадения в неё реки Кеды.

## История
Как следует из дореволюционной книги «Историко-статистический обзор ярославской епархии», в 1861 году деревня относилась к приходу храма села Вёска, в нём было 32 дома, в которых жило 116 мужчины и 127 женщины. В 1885 году деревня Юркино входила в состав Вощажниковского сельского общества Вощажниковской волости.

## Инфраструктура
В деревне действует сельский клуб, отделение почты России, Юркинская основная общеобразовательная школа, детский сад, фельдшерско-акушерский пункт. Имеется продуктовый магазин, общественная баня.

## Население
| 2007 | 2010 |
| ---- | ---- |
| 392  | ↘347 |